# Henryk Jasiorowski
Henryk Jasiorowski (ur. 7 czerwca 1926 w Grójcu, zm. 16 sierpnia 2017) – polski przedstawiciel nauk rolniczych, zootechnik, specjalizujący się w genetyce, hodowli i produkcji zwierzęcej na świecie, w latach 1975–1981 rektor Szkoły Głównej Gospodarstwa Wiejskiego w Warszawie.

## Życiorys
Urodził się w rodzinie chłopsko-rzemieślniczej. Edukację rozpoczął w grójeckim gimnazjum w 1938. W 1945 ukończył tamtejsze liceum. W latach 1945–1950 studiował na Wydziale Rolniczym SGGW. Po ukończeniu studiów został tam asystentem w Katedrze Hodowli Zwierząt. W 1956 obronił doktorat, a w 1961 został docentem. W 1967 został profesorem nadzwyczajnym, a w 1978 – profesorem zwyczajnym. W latach 1975–1981 był rektorem SGGW. 
Należał do Polskiej Partii Socjalistycznej, a następnie do Polskiej Zjednoczonej Partii Robotniczej. Od 1978 do 1981 był członkiem Komitetu Warszawskiego PZPR, a od 1978 do 1979 także członkiem egzekutywy tego komitetu.
Od 1956 do 1975 pracował w Instytucie Genetyki i Hodowli Zwierząt PAN w Jastrzębcu, a w latach 1961–1969 był dyrektorem instytutu. Od 1969 do 1975 i ponownie od 1983 do 1989 był dyrektorem Wydziału Produkcji Zwierzęcej i Weterynarii FAO w Rzymie. Następnie – do 1990 – pełnił funkcję zastępcy dyrektora generalnego FAO do spraw Rolnictwa. Potem kontynuował pracę w SGGW. Na emeryturę przeszedł w 1996, podejmując pracę społeczną w rolniczych organizacjach pozarządowych.
Był autorem ponad dwustu prac naukowych w czasopismach polskich i zagranicznych. Był członkiem Akademii Nauk Rolniczych Włoch, Hiszpanii, Rosji i Słowacji. Otrzymał doktoraty honoris causa: uniwersytetu w Stuttgarcie, Akademii Rolniczej w Lublinie, SGGW, a także Akademii Rolniczej we Wrocławiu. Został odznaczony wieloma państwowymi odznaczeniami zarówno państwowymi, jak i zagranicznymi.
Pochowany na cmentarzu parafialnym w Grójcu.

## Odznaczenia
Otrzymał m.in. Krzyż Komandorski Orderu Odrodzenia Polski (postanowieniem z 5 listopada 1999).

## Wybrane publikacje
- Podstawy produkcji zwierzęcej (1954, wspólnie z Janem Kossakowskim)
- Jak zorganizować chów bydła w spółdzielni produkcyjnej (1955, wspólnie z Władysławem Szewczykiem)
- Preparaty mlekozastępcze w żywieniu cieląt (1964)
- Krowa mleczna (1968)
- Chów zwierząt: podręcznik dla szkół przysposobienia rolniczego (1968, współautor)
- Użytkowanie bydła (1972, redakcja pracy zbiorowej)
- Ocena przydatności włoskich ras bydła mięsnego do krzyżowania z polskimi krowami fryzyjskimi (1996, redakcja pracy zbiorowej, ISBN 83-86980-28-1)